# Thamalakane
Der Thamalakane (engl. Thamalakane River) ist ein Fluss in Botswana.

## Geografie
Der Fluss liegt im Nordwest-Distrikt, am südlichen Ende des Okavango-Deltas. Er beginnt als Hauptflussarm vom Fluss Khwai wegzufließen und mündet nach gut 120 Kilometern im rechten Winkel in den Boteti. Die Flüsse des Okavangodeltas, wie Boteti und Thamalakane sind endorheisch.
Maun, die größte und touristisch bedeutsame Stadt des Nordwest-Distrikts, wird vom Thamalakane durchflossen. Nördlich und südlich angrenzend an das Zentrum von Maun gibt es jeweils eine Brücke über den Thamalakane, welche Teil von wichtigen Hauptverkehrsadern durch die Stadt sind.